# Émilie Boulleret
Émilie Boulleret (née le 23 mai 1973 à Clermont-Ferrand) est une athlète française, spécialiste de l'heptathlon. 

## Biographie
Elle remporte le concours de l'heptathlon des championnats de France « élite » 2005 à Angers. 

### Palmarès
- Championnats de France d'athlétisme :
  - vainqueur de l'heptathlon en 2005